# Patrick Wymark
Patrick Wymark, pseudonimo di Patrick Carl Cheeseman (Cleethorpes, 11 luglio 1926 – Melbourne, 20 ottobre 1970), è stato un attore britannico.
Sua figlia è l'attrice Jane Wymark, interprete di Joyce Barnaby nel serial televisivo L'ispettore Barnaby.

## Biografia
Cresciuto a Grimsby, prese il nome d'arte dal suo tutore, lo scrittore William Wymark Jacobs. Nel 1953 sposò l'autrice teatrale Olwen Margaret Buck Wymark, di origine statunitense, con la quale visse a Parliament Hill (Hampstead) e da cui ebbe quattro figli, tra cui la futura attrice Jane Wymark.
Formatosi alla University College di Londra, studiò recitazione alla scuola dell'Old Vic Theatre, debuttando sul palcoscenico in Otello nel 1951. L'anno successivo prese parte a una tournée in Sudafrica.
Nel cinema Wymark lavorò prevalentemente negli anni sessanta, in film di successo quali La stirpe dei dannati (1964), Repulsione (1965), Operazione Crossbow (1965), ed in un paio di pellicole per la Amicus Productions, ovvero Il teschio maledetto (1965), tratto dal racconto The Skull of the Marquis de Sade di Robert Bloch, dedicato alla figura del marchese de Sade, e La bambola di cera (1966). Significative le sue partecipazioni a Sette volte donna (1967), Il grande inquisitore (1968), Dove osano le aquile (1968), I lunghi giorni delle aquile (1969), Doppia immagine nello spazio (1969), Cromwell - Nel suo pugno la forza di un popolo (1970), La pelle di Satana (1971).
È ricordato anche per la sua partecipazione, nel ruolo di John Wilder, alla serie televisiva The Plane Makers/The Power Game.
Wymark morì improvvisamente nel 1970 in Australia, all'età di 44 anni, a causa di un infarto del miocardio occorsogli pochi giorni prima del debutto nella commedia Sleuth, che doveva andare in scena al Comedy Theatre di Melbourne. Le sue spoglie riposano nel Highgate Cemetery di Londra.

## Filmografia parziale

### Cinema
- Un colpo da otto (The League of Gentlemen), regia di Basil Dearden (1960)
- Giungla di cemento (The Criminal), regia di Joseph Losey (1960)
- La stirpe dei dannati (Children of the Damned), regia di Anton Leader (1964)
- I prigionieri dell'isola insanguinata (The Secret of Blood Island), regia di Quentin Lawrence (1964)
- Operazione Crossbow (Operation Crossbow), regia di Michael Anderson (1965)
- Repulsione (Repulsion), regia di Roman Polański (1965)
- Il teschio maledetto (The Skull), regia di Freddie Francis (1965)
- La bambola di cera (The Psychopath), regia di Freddie Francis (1966)
- Sette volte donna (Woman Times Seven), regia di Vittorio De Sica (1967)
- Il grande inquisitore (Witchfinder General), regia di Michael Reeves (1968)
- Dove osano le aquile (Where Eagles Dare), regia di Brian G. Hutton (1968)
- Doppia immagine nello spazio (Doppelgänger), regia di Robert Parrish (1969)
- I lunghi giorni delle aquile (Battle of Britain), regia di Guy Hamilton (1969)
- Cromwell - Nel suo pugno la forza di un popolo (Cromwell), regia di Ken Hughes (1970)
- La pelle di Satana (The Blood on Satan's Claw), regia di Piers Haggard (1971)

### Televisione
- ITV Play of the Week – serie TV, 10 episodi (1962-1967)
- Sherlock Holmes – serie TV, episodio 1x03 (1965)

## Doppiatori italiani
- Luigi Pavese in Operazione Crossbow
- Marcello Tusco in Dove osano le aquile
- Corrado Gaipa in Il grande inquisitore
- Carlo Romano ne Il teschio maledetto
- Leonardo Severini in Cromwell